# Hoëgne

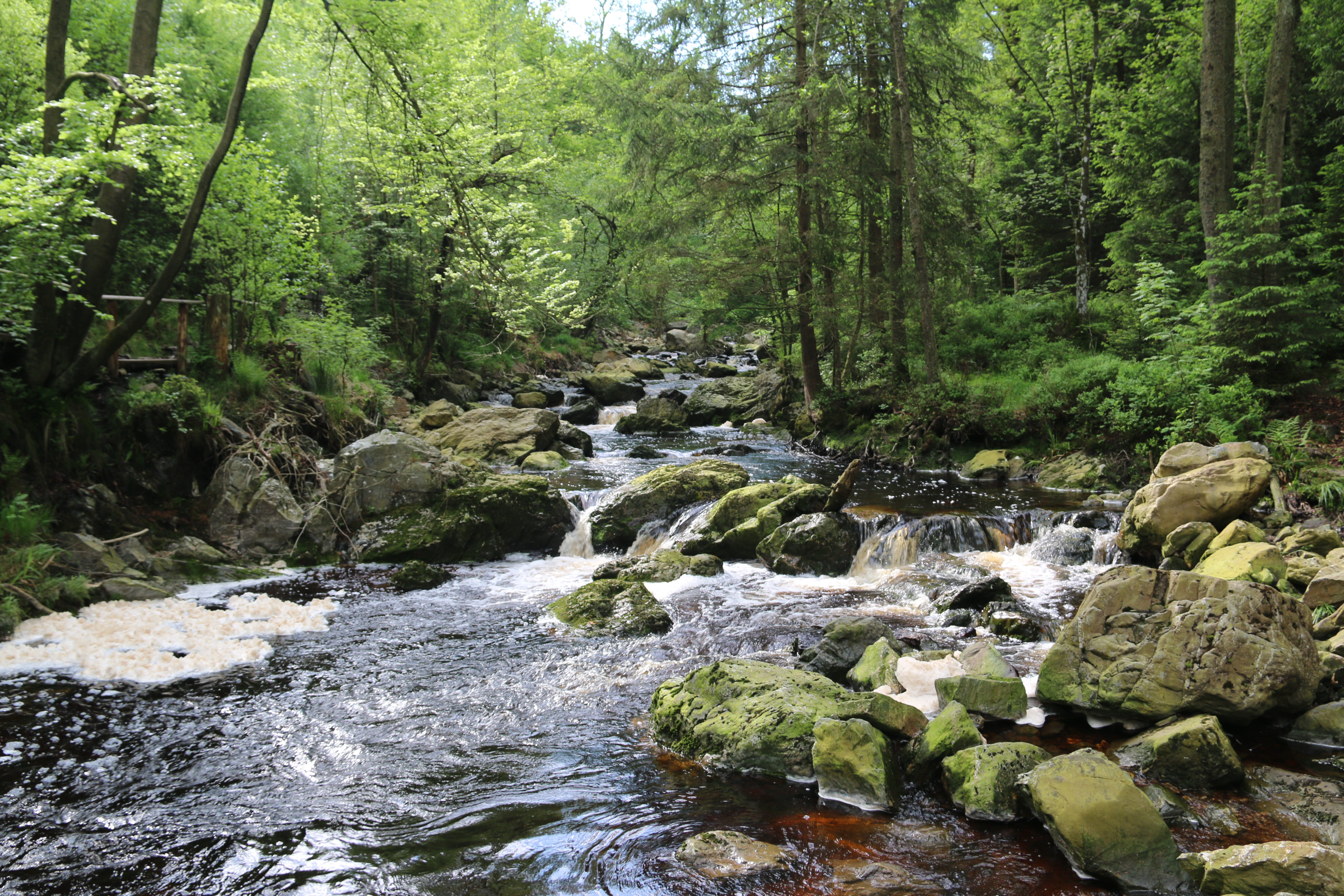
Hoëgne

De Hoëgne (Waals: (Aiwe di) Hoûgne) is een rivier in de Belgische provincie Luik. Ze is een zijrivier van de Vesder en heeft een lengte van 30 kilometer. De Hoëgne behoort tot het stroomgebied van de Maas.

## Geografie
De Hoëgne ontspringt op de hoogte van Mont Rigi in Sourbrodt, een deelgemeente van Weismes. Het riviertje draagt er de naam Rû de Polleur en neemt na een vijftal kilometer de Rû de Herbofaye op, die ontspringt in de buurt van de Baraque Michel.
Vanaf dan draagt de rivier de naam Hoëgne en stroomt ze verder langs de dorpen Hockai, Solwaster (waar de Statte uitmondt) en Polleur. Net voor Theux mondt de Wayai, die door Spa vloeit, uit in de Hoëgne. Het riviertje stroomt verder door de dorpskern van Theux en mondt ten slotte nabij Pepinster uit in de Vesder.
De N690 volgt de rivier.
Op de rivier komt een soort schuim voor, de zogenaamde veentaart, die geen teken vervuiling is.

## Wandelen
In Sart ligt de Vallei van de Hoëgne, een Natura 2000-gebied, 630 hectare groot, langs de oevers van de Hoëgne.
Vanuit het dorpje Hockai kunnen er wandeltochten gemaakt worden door de vallei van de Hoëgne. De rivier snijdt door het grote hoogteverschil een diepe vallei uit, vol met watervallen en stroomversnellingen. Een bekende wandeling (12km) volgt het geaccidenteerde terrein naar beneden.